# Инноко (национальный резерват дикой природы)
Инноко (англ. Innoko National Wildlife Refuge) — резерват дикой природы США на территории зоны переписи населения Юкон-Коюкук (Аляска). 
Создан 2 декабря 1980 года. Площадь — 15 582.34 км².

## Описание
Национальный резерват дикой природы Инноко был создан  2 декабря 1980 года природоохранным законом Alaska National Interest Lands Conservation Act. 
Северная часть резервата (Kaiyuh Flats, 3 040 км²) включает реку Юкон и прилегающие земли юго-западнее города Галина, южная (12 540 км²) — реку Инноко и прилегающие земли. Наиболее удобный способ добраться — авиационный через гражданский аэропорт Макграт.
Из-за заболоченной местности резервата он является местом гнездования тысяч птиц. Также является местом обитания барибала, лося, волка и других млекопитающих.
- Гористая местность
- Панорама болота
- Вид сверху
- Рельеф Кайуч